# Henri Dorina
Henri Dorina (né le 18 octobre 1958 à Basse-Terre) est un athlète français, spécialiste du triple saut.

## Biographie
L'athlète guadeloupéen remporte quatre titres de champion de France du triple saut, un en plein air en 1981 et trois en salle en 1981, 1982 et 1984.

### Palmarès
- Championnats de France d'athlétisme :
  - vainqueur du triple saut en 1981
- Championnats de France d'athlétisme en salle :
  - vainqueur du triple saut en 1981, 1982 et 1984.

### Records
| Épreuve     | Performance | Lieu | Date |
| ----------- | ----------- | ---- | ---- |
| Triple saut | 16,21 m     |      | 1982 |